# 伊保駅
伊保駅（いほえき）は、兵庫県高砂市伊保港町一丁目にある、山陽電気鉄道本線の駅である。駅番号はSY 33。

## 歴史
- 1923年（大正12年）8月19日：神戸姫路電気鉄道開業と同時に設置される[1][2]。
- 1927年（昭和2年）4月1日：神戸姫路電気鉄道が宇治川電気により合併され、同社の駅となる。
- 1933年（昭和8年）6月6日：宇治川電気の鉄道部門が分離され、山陽電気鉄道の駅となる。
- 1947年（昭和22年）：駅舎改装[1][2]。
- 1968年（昭和43年）12月：ホームを延長する[1]。
- 1982年（昭和57年）3月18日：駅舎改築[1][2]。
- 2013年（平成25年）2月12日 - 13日：荒井駅姫路方の神鋼前踏切において阪神梅田駅ゆき直通特急がトラックと接触する事故が発生し、高砂駅 - 大塩駅間が運休となったことに伴い、当駅の営業を一時休止する。 ※荒井駅 (兵庫県)#歴史も参照。

## 駅構造

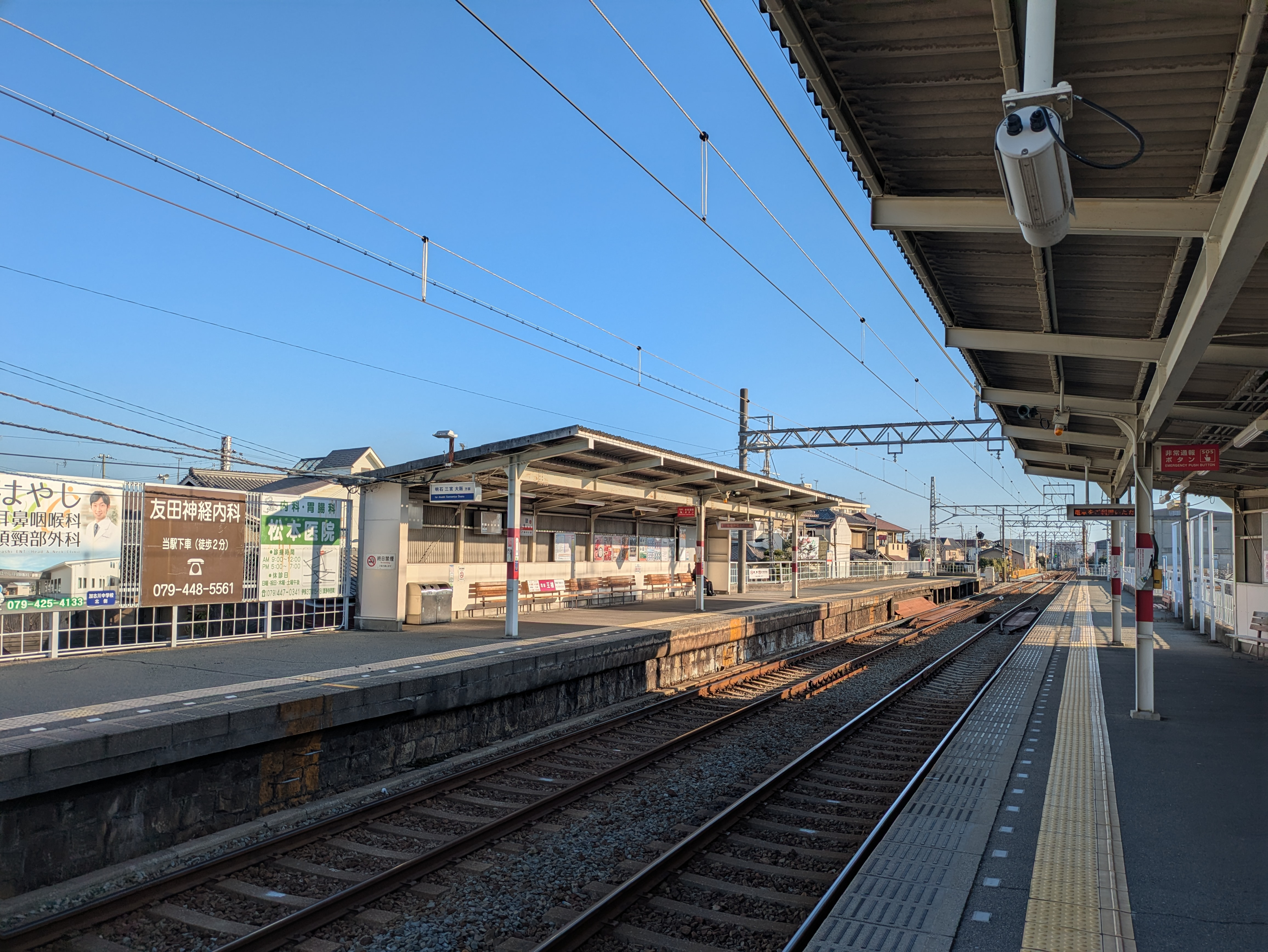
ホーム

相対式ホーム2面2線を有する地上駅。駅舎（改札口）は姫路方面行ホーム姫路寄りにあり、反対側の神戸方面行ホームへは構内踏切で連絡している。改札窓口は基本的に無人化されている。

### のりば
| （駅舎側） | 本線 | 下り | 飾磨・姫路・網干方面 |
| （反対側） | 本線 | 上り | 明石・三宮・大阪方面 |

※のりば番号は設定されておらず「下り線」「上り線」と呼称される。

## 利用状況
2008年11月11日に調査された乗降者数は、2,695人であった。
以下に各年の乗車人員を示す。

### 昭和・平成
| 昭和・平成 | 昭和・平成   | 昭和・平成   | 昭和・平成   | 昭和・平成      | 昭和・平成      | 昭和・平成      | 昭和・平成      | 昭和・平成 | 昭和・平成 | 昭和・平成 | 昭和・平成 | 昭和・平成 | 昭和・平成 |
| 年度       | 乗車人員総数 | 乗車人員総数 | 乗車人員総数 | 内 定期利用者数 | 内 定期利用者数 | 内 定期利用者数 | 内 定期利用者数 | 出典       | 出典       | 出典       | 出典       | 出典       | 出典       |
| 年度       | 人/日        | 増減         | 順位         | 人/日           | 増減            | 利用率          | 順位            | 神         | 明         | 播         | 加         | 高         | 姫         |
| ---------- | ------------ | ------------ | ------------ | --------------- | --------------- | --------------- | --------------- | ---------- | ---------- | ---------- | ---------- | ---------- | ---------- |
| 1978(S53)  | 2,381        |              | 32/48        |                 |                 |                 |                 | [ 神 1 ]   | [ 明 1 ]   | [ 播 1 ]   | [ 加 1 ]   | [ 高 1 ]   | [ 姫 1 ]   |
| 1979(S54)  | 2,323        | -2.42%       | 32/48        |                 |                 |                 |                 | [ 神 1 ]   | [ 明 2 ]   | [ 播 1 ]   | [ 加 1 ]   | [ 高 1 ]   | [ 姫 2 ]   |
| 1980(S55)  | 2,290        | -1.42%       | 31/48        |                 |                 |                 |                 | [ 神 1 ]   | [ 明 3 ]   | [ 播 1 ]   | [ 加 1 ]   | [ 高 1 ]   | [ 姫 2 ]   |
| 1981(S56)  | 2,225        | -2.87%       | 33/48        |                 |                 |                 |                 | [ 神 1 ]   | [ 明 4 ]   | [ 播 2 ]   | [ 加 2 ]   | [ 高 1 ]   | [ 姫 2 ]   |
| 1982(S57)  | 1,962        | -11.82%      | 35/48        |                 |                 |                 |                 | [ 神 2 ]   | [ 明 5 ]   | [ 播 2 ]   | [ 加 2 ]   | [ 高 2 ]   | [ 姫 2 ]   |
| 1983(S58)  | 2,071        | 5.59%        | 32/48        |                 |                 |                 |                 | [ 神 2 ]   | [ 明 5 ]   | [ 播 2 ]   | [ 加 2 ]   | [ 高 3 ]   | [ 姫 2 ]   |
| 1984(S59)  | 1,959        | -5.42%       | 34/48        |                 |                 |                 |                 | [ 神 2 ]   | [ 明 5 ]   | [ 播 2 ]   | [ 加 2 ]   | [ 高 3 ]   | [ 姫 3 ]   |
| 1985(S60)  | 1,964        | 0.28%        | 28/48        |                 |                 |                 |                 | [ 神 2 ]   | [ 明 5 ]   | [ 播 2 ]   | [ 加 2 ]   | [ 高 3 ]   | [ 姫 3 ]   |
| 1986(S61)  | 1,951        | -0.70%       | 28/48        |                 |                 |                 |                 | [ 神 2 ]   | [ 明 5 ]   | [ 播 2 ]   | [ 加 3 ]   | [ 高 3 ]   | [ 姫 3 ]   |
| 1987(S62)  | 1,841        | -5.62%       | 32/48        |                 |                 |                 |                 | [ 神 3 ]   | [ 明 6 ]   | [ 播 2 ]   | [ 加 3 ]   | [ 高 3 ]   | [ 姫 3 ]   |
| 1988(S63)  | 1,860        | 1.04%        | 32/48        |                 |                 |                 |                 | [ 神 3 ]   | [ 明 6 ]   | [ 播 2 ]   | [ 加 3 ]   | [ 高 3 ]   | [ 姫 4 ]   |
| 1989(H01)  | 1,866        | 0.29%        |              |                 |                 |                 |                 | [ 神 3 ]   | [ 明 6 ]   | [ 播 2 ]   | [ 加 3 ]   | [ 高 4 ]   | [ 姫 4 ]   |
| 1990(H02)  | 1,833        | -1.76%       | 29/48        |                 |                 |                 |                 | [ 神 3 ]   | [ 明 6 ]   | [ 播 3 ]   | [ 加 3 ]   | [ 高 4 ]   | [ 姫 4 ]   |
| 1991(H03)  | 1,901        | 3.74%        |              |                 |                 |                 |                 | [ 神 3 ]   | [ 明 7 ]   | [ 播 3 ]   | [ 加 4 ]   | [ 高 4 ]   | [ 姫 4 ]   |
| 1992(H04)  | 1,888        | -0.72%       | 28/48        |                 |                 |                 |                 | [ 神 4 ]   | [ 明 7 ]   | [ 播 4 ]   | [ 加 4 ]   | [ 高 4 ]   | [ 姫 4 ]   |
| 1993(H05)  | 1,841        | -2.47%       | 30/48        |                 |                 |                 |                 | [ 神 4 ]   | [ 明 7 ]   | [ 播 4 ]   | [ 加 4 ]   | [ 高 5 ]   | [ 姫 5 ]   |
| 1994(H06)  | 1,844        | 0.15%        | 26/48        |                 |                 |                 |                 | [ 神 4 ]   | [ 明 7 ]   | [ 播 4 ]   | [ 加 4 ]   | [ 高 5 ]   | [ 姫 5 ]   |
| 1995(H07)  | 1,827        | -0.89%       | 27/48        |                 |                 |                 |                 | [ 神 4 ]   | [ 明 7 ]   | [ 播 4 ]   | [ 加 5 ]   | [ 高 5 ]   | [ 姫 5 ]   |
| 1996(H08)  | 1,792        | -1.95%       | 26/48        |                 |                 |                 |                 | [ 神 4 ]   | [ 明 8 ]   | [ 播 4 ]   | [ 加 5 ]   | [ 高 5 ]   | [ 姫 5 ]   |
| 1997(H09)  | 1,759        | -1.83%       | 26/48        |                 |                 |                 |                 | [ 神 5 ]   | [ 明 8 ]   | [ 播 4 ]   | [ 加 5 ]   | [ 高 6 ]   | [ 姫 5 ]   |
| 1998(H10)  | 1,737        | -1.25%       | 25/48        |                 |                 |                 |                 | [ 神 5 ]   | [ 明 8 ]   | [ 播 4 ]   | [ 加 5 ]   | [ 高 6 ]   | [ 姫 6 ]   |
| 1999(H11)  | 1,740        | 0.16%        | 25/48        |                 |                 |                 |                 | [ 神 5 ]   | [ 明 8 ]   | [ 播 4 ]   | [ 加 5 ]   | [ 高 6 ]   | [ 姫 6 ]   |
| 2000(H12)  | 1,668        | -4.09%       | 25/48        |                 |                 |                 |                 | [ 神 5 ]   | [ 明 8 ]   | [ 播 4 ]   | [ 加 6 ]   | [ 高 6 ]   | [ 姫 6 ]   |
| 2001(H13)  | 1,581        | -5.25%       | 26/48        |                 |                 |                 |                 | [ 神 5 ]   | [ 明 9 ]   | [ 播 5 ]   | [ 加 6 ]   | [ 高 6 ]   | [ 姫 6 ]   |
| 2002(H14)  | 1,458        | -7.80%       | 26/48        |                 |                 |                 |                 | [ 神 6 ]   | [ 明 9 ]   | [ 播 5 ]   | [ 加 6 ]   | [ 高 6 ]   | [ 姫 6 ]   |
| 2003(H15)  | 1,356        | -6.95%       | 29/48        |                 |                 |                 |                 | [ 神 6 ]   | [ 明 9 ]   | [ 播 5 ]   | [ 加 6 ]   | [ 高 6 ]   | [ 姫 7 ]   |
| 2004(H16)  | 1,326        | -2.22%       | 29/49        |                 |                 |                 |                 | [ 神 6 ]   | [ 明 9 ]   | [ 播 5 ]   | [ 加 6 ]   | [ 高 7 ]   | [ 姫 7 ]   |
| 2005(H17)  | 1,340        | 1.03%        | 29/49        |                 |                 |                 |                 | [ 神 6 ]   | [ 明 9 ]   | [ 播 5 ]   | [ 加 7 ]   | [ 高 7 ]   | [ 姫 7 ]   |
| 2006(H18)  | 1,353        | 1.02%        | 29/49        |                 |                 |                 |                 | [ 神 6 ]   | [ 明 10 ]  | [ 播 5 ]   | [ 加 7 ]   | [ 高 7 ]   | [ 姫 7 ]   |
| 2007(H19)  | 1,416        | 4.66%        | 28/49        |                 |                 |                 |                 | [ 神 7 ]   | [ 明 10 ]  | [ 播 6 ]   | [ 加 7 ]   | [ 高 7 ]   | [ 姫 7 ]   |
| 2008(H20)  | 1,468        | 3.68%        | 28/49        |                 |                 |                 |                 | [ 神 7 ]   | [ 明 10 ]  | [ 播 6 ]   | [ 加 7 ]   | [ 高 7 ]   | [ 姫 8 ]   |
| 2009(H21)  | 1,403        | -4.48%       | 28/49        |                 |                 |                 |                 | [ 神 7 ]   | [ 明 10 ]  | [ 播 6 ]   | [ 加 7 ]   | [ 高 7 ]   | [ 姫 8 ]   |
| 2010(H22)  | 1,381        | -1.56%       | 28/49        |                 |                 |                 |                 | [ 神 7 ]   | [ 明 10 ]  | [ 播 6 ]   | [ 加 8 ]   | [ 高 7 ]   | [ 姫 8 ]   |
| 2011(H23)  | 1,370        | -0.79%       | 28/49        |                 |                 |                 |                 | [ 神 7 ]   | [ 明 11 ]  | [ 播 6 ]   | [ 加 8 ]   | [ 高 8 ]   | [ 姫 8 ]   |
| 2012(H24)  | 1,389        | 1.40%        | 28/49        |                 |                 |                 |                 | [ 神 8 ]   | [ 明 11 ]  | [ 播 6 ]   | [ 加 8 ]   | [ 高 8 ]   | [ 姫 8 ]   |
| 2013(H25)  | 1,416        | 1.97%        | 29/49        |                 |                 |                 |                 | [ 神 8 ]   | [ 明 11 ]  | [ 播 7 ]   | [ 加 8 ]   | [ 高 8 ]   | [ 姫 9 ]   |
| 2014(H26)  | 1,392        | -1.74%       | 30/49        |                 |                 |                 |                 | [ 神 8 ]   | [ 明 11 ]  | [ 播 7 ]   | [ 加 9 ]   | [ 高 8 ]   | [ 姫 9 ]   |
| 2015(H27)  | 1,438        | 3.35%        | 30/49        |                 |                 |                 |                 | [ 神 8 ]   | [ 明 11 ]  | [ 播 7 ]   | [ 加 9 ]   | [ 高 8 ]   | [ 姫 9 ]   |
| 2016(H28)  | 1,441        | 0.19%        | 30/49        |                 |                 |                 |                 | [ 神 8 ]   | [ 明 12 ]  | [ 播 7 ]   | [ 加 9 ]   | [ 高 8 ]   | [ 姫 9 ]   |
| 2017(H29)  | 1,477        | 2.47%        | 30/49        | 973             |                 | 65.86%          | 29/49           | [ 神 9 ]   | [ 明 12 ]  | [ 播 7 ]   | [ 加 9 ]   | [ 高 8 ]   | [ 姫 9 ]   |
| 2018(H30)  | 1,474        | -0.19%       | 30/49        | 981             | 0.85%           | 66.54%          | 29/49           | [ 神 9 ]   | [ 明 12 ]  | [ 播 8 ]   | [ 加 9 ]   | [ 高 9 ]   | [ 姫 10 ]  |

### 令和以降
| 令和以降  | 令和以降     | 令和以降     | 令和以降        | 令和以降        | 令和以降        | 令和以降  |
| 年度      | 乗車人員総数 | 乗車人員総数 | 内 定期利用者数 | 内 定期利用者数 | 内 定期利用者数 | 出典      |
| 年度      | 人/日        | 増減         | 人/日           | 増減            | 利用率          | 出典      |
| --------- | ------------ | ------------ | --------------- | --------------- | --------------- | --------- |
| 2019(R01) | 1,484        | 0.93%        | 1,005           | 2.79%           | 67.77%          | [ 高 10 ] |
| 2020(R02) | 1,203        | -18.93%      | 885             | -12.23%         | 73.58%          | [ 高 10 ] |
| 2021(R03) | 1,211        | 0.68%        | 877             | -0.93%          | 72.40%          | [ 高 10 ] |

## 駅周辺

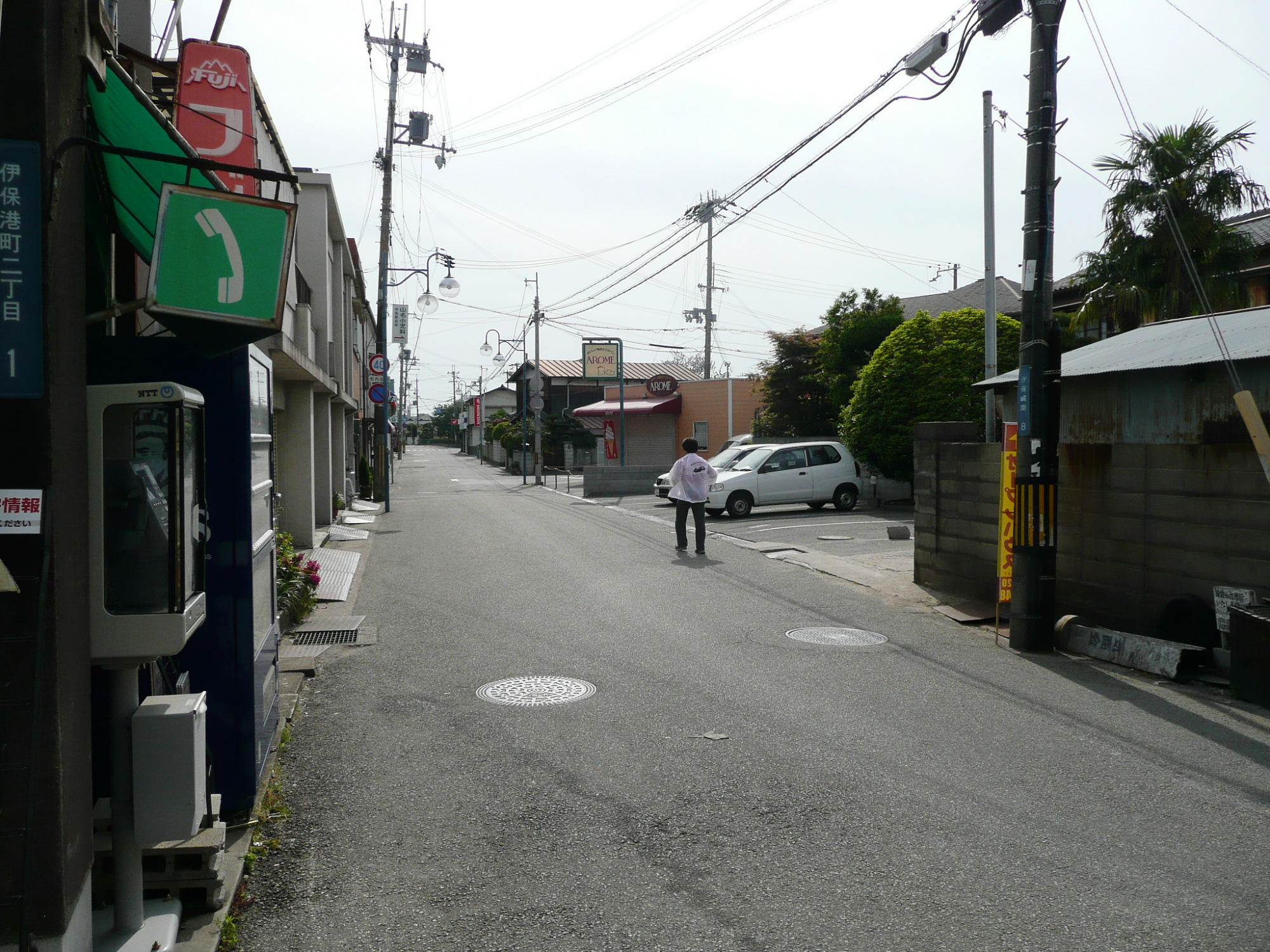
駅前通り

- 高砂市役所[1]
- 高砂市総合運動公園 
  - 高砂市営野球場
  - 高砂市営陸上競技場
- 生石神社（石の宝殿）
- 伊保中央公民館
- 高砂郵便局
- 高砂市立伊保小学校
- 高砂市立梅井保育園
- 法華山谷川
- キッコーマン高砂工場
- ノザワ高砂工場
- ロックタウン高砂

## 隣の駅
山陽電気鉄道
本線
■特急・■直通特急
通過
■S特急・■普通
荒井駅 (SY 32) - 伊保駅 (SY 33) - 山陽曽根駅 (SY 34)

### 利用状況
統計データ
1. ↑  “神戸市統計書”.   神戸市. 2023年9月5日閲覧。
2. ↑  “明石市統計書”.   明石市. 2023年9月5日閲覧。
3. ↑  “播磨町統計書”.   播磨町. 2023年9月5日閲覧。
4. ↑  “加古川市統計書”.   加古川市. 2023年9月5日閲覧。
5. 1 2  “高砂市統計書”.   高砂市. 2023年9月5日閲覧。
6. ↑  “姫路市統計要覧”.   姫路市. 2023年9月5日閲覧。

神戸市統計書
1. 1 2 3 4  『第59回 神戸市統計書(昭和57年度版)』 神戸市市長室企画調整部調査統計課、昭和58年3月印刷発行(菱三印刷株式会社)、pp.163-165
2. 1 2 3 4 5  『第64回 神戸市統計書(昭和62年度版)』 神戸市市長総局企画調整部調査統計課、昭和63年3月印刷発行(菱三印刷株式会社)、pp.136-137
3. 1 2 3 4 5  『第69回 神戸市統計書(平成4年度版)』 神戸市企画調整局企画部総合計画課、平成5年3月印刷発行(菱三印刷株式会社)、pp.149-150
4. 1 2 3 4 5  『第74回 神戸市統計書(平成9年度版)』 神戸市震災復興本部総括局復興推進部企画課、平成10年3月印刷発行(交友印刷株式会社)、pp.143-144
5. 1 2 3 4 5  『第79回 神戸市統計書(平成14年度版)』 神戸市企画調整局企画調整部総合計画課、平成15年3月印刷発行(有限会社 わかばやし印刷)、pp.151-152
6. 1 2 3 4 5  『第84回 神戸市統計書(平成19年度版)』 神戸市企画調整局企画調整部総合計画課、平成20年3月印刷発行(有限会社 わかばやし印刷)、pp.127-128
7. 1 2 3 4 5  第89回神戸市統計書 平成24年度版　(9 陸上運輸・空港) 9-3.鉄道市内各駅の乗車人員（山陽電気鉄道）
8. 1 2 3 4 5  第94回神戸市統計書 平成29年度版　(9 陸上運輸・空港) 9-3.鉄道市内各駅の乗車人員（山陽電気鉄道）
9. 1 2  第96回神戸市統計書 令和元年度版　(9 陸上運輸・空港) 9-3.鉄道市内各駅の乗車人員（山陽電気鉄道）

明石市統計書
1. ↑  『昭和54年版 明石市統計書』 明石市市役所総務部企画課統計係、昭和54年12月印刷発行(明光印刷有限会社)、pp.235-236
2. ↑  『昭和55年版 明石市統計書』 明石市役所総務部企画課統計係、昭和56年3月印刷発行(明光印刷有限会社)、pp.261-262
3. ↑  『昭和56年版 明石市統計書』 明石市総務部企画課統計係、昭和57年1月印刷発行(明光印刷有限会社)、pp.261-262
4. ↑  『昭和57年版 明石市統計書』 明石市総務部企画課統計係、昭和58年3月印刷発行(明光印刷有限会社)、pp.265-266
5. 1 2 3 4 5  『明石市統計書(昭和62年版)』 明石市企画部企画課統計係、昭和63年3月印刷発行(明光印刷有限会社)、p.212
6. 1 2 3 4  『明石市統計書(平成4年版)』 兵庫県明石市企画財政部企画課統計係、平成5年3月印刷発行(株式会社 ソーエイ)、p.212
7. 1 2 3 4 5  『明石市統計書(平成8年版)』 兵庫県明石市企画財政部企画課統計係、平成9年3月印刷発行(株式会社 ソーエイ)、p.216
8. 1 2 3 4 5  『明石市統計書(平成13年版)』 兵庫県明石市総務部情報管理課統計係、平成14年3月発行、p.218　(運輸及び通信) 199. 山陽電鉄 市内各駅年度別，月別乗車人員
9. 1 2 3 4 5  『明石市統計書 平成18年版（2006年）』 兵庫県明石市総務部情報管理課統計係、平成19年3月発行、p.220　(運輸及び通信) 193. 山陽電鉄 市内各駅年度別，月別乗車人員
10. 1 2 3 4 5  『明石市統計書 平成23年版（2011年）』 兵庫県明石市総務部情報管理課統計係、平成24年3月発行、p.218　(8. 運輸及び通信) 8-2. 山陽電鉄 市内各駅月別乗車人員
11. 1 2 3 4 5  明石市統計書 平成28年版（2016年）　(8. 運輸及び通信) 8-2. 山陽電鉄 市内各駅月別乗車人員
12. 1 2 3  明石市統計書 令和元年版（2019年）　(8. 運輸及び通信) 8-2. 山陽電鉄 市内各駅月別乗車人員

播磨町統計書
1. 1 2 3  はりま　統計資料編 1985(昭和60年) p.22 －4. 国鉄土山駅年間乗車人員・山陽電鉄本荘駅1日の乗降人員
2. 1 2 3 4 5 6 7 8 9  播磨町統計書 1990年(平成2年) p.26 －4. JR土山駅年間乗車人員・山陽電鉄本荘駅1日の乗降人員
3. 1 2  播磨町統計書 1999年(平成11年) p.27 －4. JR土山駅乗車人員・山陽電鉄播磨町駅1日の乗降人員
4. 1 2 3 4 5 6 7 8 9  『播磨町統計書（平成13年度版）』 兵庫県播磨町企画調整課、平成13年7月発行、p.27
5. 1 2 3 4 5 6  播磨町統計書 2007年(平成19年) p.28 －(9.公園・交通・通信) 3.JR土山駅・山陽電鉄播磨町駅の乗車人数
6. 1 2 3 4 5 6  播磨町統計書 2013年(平成25年) p.25 －(7.公園・交通・通信) 3.JR土山駅・山陽電鉄播磨町駅の乗車人数
7. 1 2 3 4 5  播磨町統計書 2018年(平成30年) p.25 －(7.公園・交通・通信) 3.JR土山駅・山陽電鉄播磨町駅の乗車人数
8. ↑  播磨町統計書 2020年(令和2年) p.25 －(7.公園・交通・通信) 3.JR土山駅・山陽電鉄播磨町駅の乗車人数

加古川市統計書
1. 1 2 3  『加古川市統計書(昭和56年版)』 編集：加古川市総務部総務課(昭和56年10月)、発行：兵庫県加古川市役所(昭和56年12月)、p.96(「資料　山陽電気鉄道株式会社明石管理駅(1日の乗車人員を1年に換算)」と記載あり
2. 1 2 3 4 5  『加古川市統計書(昭和61年版)』 編集：加古川市総務部総務課(昭和61年12月)、発行：兵庫県加古川市役所(昭和62年1月)、p.104(「資料　山陽電気鉄道株式会社明石管理駅　注）1日の乗車人員を1年に換算」と記載あり
3. 1 2 3 4 5  『加古川市統計書(平成3年度版)』 編集：加古川市総務部総務課(平成4年2月)、発行：兵庫県加古川市役所(平成4年3月)、p.106(「資料　山陽電気鉄道株式会社　注）1日の乗車人員を1年に換算」と記載あり
4. 1 2 3 4  『加古川市統計書(平成7年度版)』 編集：加古川市総務部総務課(平成8年2月)、発行：兵庫県加古川市役所(平成8年3月)、p.105
5. 1 2 3 4 5  『加古川市統計書(平成12年度版)』 兵庫県加古川市総務部総務課、平成13年3月発行、p.107
6. 1 2 3 4 5  加古川市統計書 平成17年度版(2005年度)　(10章 運輸及び通信) 10-2. 山陽電鉄駅別乗車人員
7. 1 2 3 4 5  加古川市統計書 平成22年度版(2010年度)　(10章 運輸及び通信) 10-2. 山陽電鉄駅別乗車人員
8. 1 2 3 4  加古川市統計書 平成26年度版(2014年度)　(10章 運輸及び通信) 10-2. 山陽電鉄駅別乗車人員
9. 1 2 3 4 5  加古川市統計書 令和元年度版(2019年度)　(10章 運輸及び通信) 10-2. 山陽電鉄駅別乗車人員

高砂市統計書
1. 1 2 3 4  『高砂市統計書 昭和57年版』 編集：市長公室企画課、発行：高砂市役所(昭和57年7月)、p.56
2. ↑  『高砂市統計書 昭和59年版』 編集：企画部企画課、発行：高砂市役所(昭和59年7月)、p.49
3. 1 2 3 4 5 6  『高砂市統計書 平成元年版』 編集：企画部企画課、発行：高砂市役所(平成元年8月)、p.51
4. 1 2 3 4  『高砂市統計書 平成8年版』 編集：総務部総務課、発行：高砂市役所(平成8年11月)、p.49
5. 1 2 3 4  『高砂市統計書 平成12年版』 高砂市総務部文書課、平成13年2月発行、p.49
6. 1 2 3 4 5 6 7  『高砂市統計書 平成16年版』 高砂市総務部文書課、平成17年2月発行、p.49
7. 1 2 3 4 5 6 7  『高砂市統計書 平成23年版』 高砂市企画総務部総務課、平成24年2月発行、p.47
8. 1 2 3 4 5 6 7  『高砂市統計書 平成30年版』 高砂市企画総務部総務室総務課、平成30年2月発行、p.47
9. ↑  『高砂市統計書 令和元年版』９　運輸・通信
10. 1 2 3  『高砂市統計書 令和4年版』９　運輸・通信

姫路市統計要覧
1. ↑  『姫路市統計要覧 昭和54年版』 姫路市理財局企画財政部企画課、昭和54年12月1日発行（印刷所　高橋総合印刷株式会社）、p.80
2. 1 2 3 4 5  『姫路市統計要覧 昭和59年版』 姫路市企画局調整課、昭和60年3月発行、p.148, p.150
3. 1 2 3 4  『姫路市統計要覧 昭和63年版』 姫路市企画局総合企画室、平成元年3月発行、p.106(「注）定期乗車人員算定方法について、59年度までは交通量調査の資料を基礎としていたが、60年度からは、実績を採用している。」との記載あり）
4. 1 2 3 4 5  『姫路市統計要覧 平成5年版』 姫路市総務局総務部情報管理課、平成6年3月発行、pp.102-103
5. 1 2 3 4 5  姫路市統計要覧 - 平成10年（1998年）版 10.運輸・通信
6. 1 2 3 4 5  姫路市統計要覧 - 平成15年（2003年）版 10.運輸・通信
7. 1 2 3 4 5  姫路市統計要覧 - 平成20年（2008年）版 10.運輸・通信
8. 1 2 3 4 5  姫路市統計要覧 - 平成25年（2013年）版 10.運輸・通信
9. 1 2 3 4 5  姫路市統計要覧 - 平成30年（2018年）版 10.運輸・通信
10. ↑  姫路市統計要覧 - 令和元年（2019年）版 10.運輸・通信